# Feminismul în România

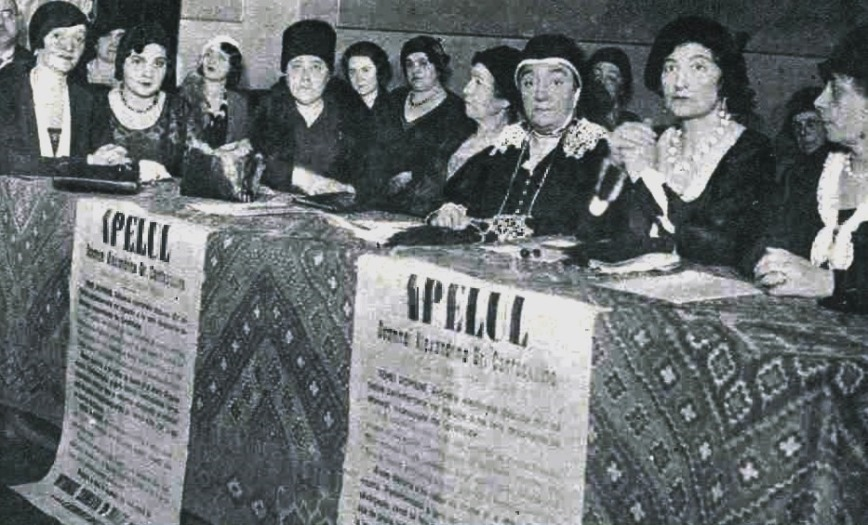
Delegate din Societatea Ortodoxă Națională a Femeilor Române la adunarea de la București pentru sufragiu femeilor, martie 1932.

Feminismul în România a apărut la începutul secolului al XIX-lea și s-a dezvoltat sincron cu feminismul din alte state europene. Feminismul românesc va fi influențat de-a lungul timpului de realitățile istorice, culturale, sociale și politice ale vremurilor.

## Istoric

### Începuturile feminismului românesc
Primul val al feminismului românesc s-a manifestat aproximativ în aceeași perioadă ca și cel din occident. A fost un feminism al elitei, fiind datorat unor femei cu un înalt nivel de educație și cu acces la cultura vestică. În particular, mișcarea feministă românească a fost preponderent urbană, întrucât la acea vreme societatea românească era în mare parte agrară, aproximativ 80% din oameni locuiau în mediul rural, iar industrializarea atinsese o mică parte din populație. De aceea mișcarea nu a fost una amplă, care să cuprindă femei din întregul spațiu românesc, indiferent de mediul de proveniență. 
Mișcarea a plecat ca un răspuns împotriva statutului normativ inferior al femeilor. În Codul Civil din 1865 era prevăzută incapacitatea femeilor din punct de vedere politic, social și economic, având un statut asemănător minorilor și persoanelor cu incapacități mintale. Femeile nu puteau încheia acte fără acceptul soțului sau al justiției, nu puteau să își gestioneze propriile venituri, își pierdeau naționalitatea dacă se căsătoreau cu un bărbat străin, nu puteau urmări un bărbat pentru pensie alimentară, nu puteau să fie tutore, trebuiau să locuiască în domiciliul stabilit de soț și altele. Practic, femeile erau lipsite de drepturi civile și politice. În perioada interbelică, situația femeilor s-a îmbunătățit prin adoptarea unor legi, precum Lege din 1929 a contractelor de muncă (art. Art. 40, Art. 63), Legea pentru ridicarea incapacitatii civile a femeii maritate - promulgata cu Decretul nr. 1412, Monitorul Oficial nr. 94 din 20 aprilie 1932.
Revendicările femeilor românce de la acea vreme sunt sintetizate de Eleonora Stratilescu și vizează mai multe sfere:
• Economic: plata egală pentru muncă egală; protecția muncii femeilor și a rezultatelor lor; măsuri de combatere a mortalității infantile în mediile sărace.
• Cultural: acces la toate formele de pregătire și la toate tipurile de cariere, la toate treptele ierarhice ale carierelor; aplanarea conflictului carieră-maternitate; educație mixtă; creșterea în aceleași valori și condiții, indiferent de gen.
• Căsătorie și familie: egalitate între soți prin lege și educație, controlul asupra propriei averi, indiferent de sex; o parte din câștigul bărbatului să revină femeii pentru munca ei în gospodărie, eliminarea dublului standard moral, reformarea căsătoriei legale prin desființarea autorității maritale, eliniarea prostituției, cercetarea paternității.
• Social și politic: drepturi civile și politice egale; participarea femeilor la toate instituțiile, demnitățile și funcțiile publice, alături și la fel ca bărbații; pregătirea politică a femeilor pentru exercitarea drepturilor lor.
Mișcarea feministă românească a avut o oarecare susținere din partea unor elite politice liberale, cum ar fi: C.A. Rosetti, Cezar Bolliac, Ion Ghica, Ștefan Zeletin. Însă aceștia au susținut mai degrabă aportul femeilor la educația morală a poporului, ele având rolul de a se jertfi pentru națiune și familie. Deși li se recunoștea superioritatea morală în viața privată, femeile rămâneau inferioare politic, fiind excluse de la viața publică. 
În ajunul Primului Război Mondial s-a făcut primul pas important spre unificarea mișcării feministe politice prin constituirea Uniunii Femeilor Române din Austro-Ungaria (Brașov, 1913) la care se vor asocia în deceniile următoare, peste 100 de organizații de femei de pe întreg teritoriul României întregite. 

### Perioada interbelică
În perioada interbelică s-au extins și diversificat vechile asociații și au fost create altele noi ca Asociația pentru Emanciparea Civilă și Politică a Femeilor Române, Federația Femeilor Universitare, Societatea Scriitoarelor Române, Gruparea Națională a Femeilor Române etc.. În anii ’30, când ascensiunea fascismului amenința pacea lumii întregi, asociațiile de femei se vor ridica în apărarea instituțiilor statului de drept și a libertăților cetățenești grav amenințate. În coordonarea activităților tuturor acestor organizații, în cursul deceniilor trei și patru, rolul cel mai important l-a avut Consiliul Național al Femeilor Române (constituit în 1921, la București), afiliat la Consiliul Internațional al Femeilor, care număra peste 60 de milioane de membre de pe aproape toate continentele. Prin acțiunile sale, întruniri și dezbateri publice, petiții și memorii adresate parlamentului și guvernelor de către comisiile sale juridice, C.N.F.R: a contribuit la dobândirea unor importante drepturi civile și politice pentru femei (drept de vot și eligibilitate în consiliile locale, 1928, apoi și în parlament, în 1938).
În 1923, intră în vigoare cea mai democratică dintre Constituțiile României din perioada precomunistă, însă aceasta nu dă drept de vot femeilor, dar menționează că acest drept va fi acordat la momentul oportun, printr-o lege specială. În 1929, femeile dobândesc dreptul de vot în cadrul alegerilor locale. Constituția din 1938 și Legea electorală recunosc dreptul de vot femeilor care au împlinit vârsta de 30 de ani, dar în condiții de dictatură, acest drept nu a fost practic exercitat. În 1946, prin Constituție se introduce dreptul de vot universal pentru populația majoră, indiferent de sex. Iar în 1948 se interzic orice forme de discriminare bazate pe sex.     
Recunoașterea dreptului de vot pentru femei a fost târzie și nu lipsită de conținut datorită noului regim instaurat. Femeile românce au votat pentru prima dată în cadrul unor alegeri libere în 1990.

### Perioada comunistă
Bogata experiență câștigată de mișcarea feministă timp de un secol și jumătate în lupta perseverentă pentru modernizarea și sincronizarea României cu civilizația occidentală, s-a pierdut în mare măsură în urma instaurării regimului totalitar. În locul sutelor de organizații și reuniuni, a fost creat în 1958, un nou Consiliu Național al Femeilor Române, total subordonat, ideologic și organizatoric, Partidului Comunist Român.
Feminismul în perioada comunistă a urmat concepția de emancipare legată fundamental de munca productivă. În acestă perioadă nu s-au putut dezvolta teorii feministe care să promoveze drepturile femeilor ca indivizi și care să contribuie la autonomia femeilor, întrucât regimul totalitar nu tolera o altă ideologie decât cea comunistă. 
Femeile au jucat un rol important în acestă perioadă, ele participând activ la modernizarea și industrializarea statului. Reprezentând jumătate din populația activă a statului, ele au luat parte la politicile de reducerea drastică a analfabetismului și de emanciparea prin muncă. Imaginea femeii a fost promovată de propaganda comunistă, care accentua dublul rol al femeii, atât în sfera productivă, cât și în sfera reproductivă. Astfel, ziua de muncă a femeilor se dublează. 
În 1966, rolul reproductiv al femeii capătă amploare, odată cu implementarea politicilor pronataliste prevăzute în Decretul 770, prin care erau interzise avorturile și era prevazută incriminarea femeilor ce recurgeau la avort. Deși a existat o participare formală a statului la creșterea copiilor, prin suplimentarea numărului de creșe, acordarea concediilor de maternitate, asistenței medicale și alocațiilor pentru copii, în practică aceste măsuri nu au fost implementate corespunzător și nu au răspuns niciodată nevoilor reale ale femeilor. Prevederile decretului au făcut foarte multe victime în rândul femeilor, fiind printre primele legislații abolite după căderea regimului comunist.   
Femeile au dobândit în comunism acces la sfera politică, locuri de muncă, statut social, relativă independență economică față de bărbați, asistența statului în creșterea copiilor, promovarea în poziții de conducere, acces la toate nivelurile și tipurile de educație. Însă, în realitate, femeile se conformau agendei partidului unic. Existau ierarhii ale ramurilor economice, muncile considerate ușoare erau ocupate în mare parte de femei, iar acest aspect se traducea și într-o ierarhie a salarizării. Managementul era în mare parte masculin. În perioada comunistă accentul a fost pus pe drepturile femeilor în viața publică, mai degrabă decât în viața privată.

### Perioada tranziției
În urma căderii regimului comunist, mișcarea feministă s-a concentrat pe recuperarea diferențelor culturale și politice ce au apărut față de Occident. La începutul anilor ’90 feminismul românesc s-a axat pe priorități specific „primului val, al feminismului”, cel al egalității în drepturi, în timp ce în țările vestice valorile feminismului erau mai răspândite în societate și discuțiile feministe erau bine dezvoltate pe mai multe sectoare social politice. Pentru prima dată în România s-a discutat deschis despre problema violenței în familie, care în timpul regimului comunist fusese ignorată, conducerea comunistă practic negând existența abuzurilor împotriva femeilor și a copiilor săvârșite în sfera domestică. Au fost evidențiate carențele legislative în acest domeniu, ceea ce a dus la mai multe modificări în Codul Penal de la 1969 (care era în vigoare atunci), precum Legea nr. 197 din 13 noiembrie 2000, și la adoptarea legii nr. 217/2003 pentru prevenirea și combaterea violenței în familie.
După 1989, cu toate că perioada comunistă luase sfârșit, gândirea dezvoltată până atunci rămâne un impediment care își pune amprenta și asupra perioadei post-decembriste. Astfel, practici precum avortul sau contracepția, rămân încă un subiect greu de abordat. După căderea regimului comunist, avorturile au fost legalizate, iar contracepția este, teoretic, disponibilă prin sistemul de sănătate al statului.
Tranziția spre o democrație liberală reprezintă o provocare după 45 de ani de dictatură și cenzură. Schimbările apărute sunt dificile dat fiind contextul nou la care oamenii trebuie să se adapteze: nivelul de trai scade, serviciile sociale se împuținează, cresc dramatic riscul de șomaj și șomajul.
După 1990, feminismul românesc a trebuit să se reafirme și să lupte cu o moștenirea comunistă care asocia conducerea politică a femeilor cu dictatura Elenei Ceaușescu și care considera feminismul o ideologie burgheză, cu ierarhia de gen a muncii și a salarizării și cu o scena politică dominată de bărbați. Feminismul modern s-a mai confruntat cu o libertate de exprimare neîngrădită, care nu sancționa actele de misoginism, sexism sau șovinism și cu falimentul industriei grele, care avea preponderent angajați bărbați și privatizarea industriei ușoare, care a expus femeile la o economie de piață fără protecție sindicală.
În acest context, în primul deceniu după căderea comunismului apar primele organizații pentru apărarea și promovarea drepturilor femeilor (în anul 2000 se înființează Centrul de Dezvoltare Curriculară și Studii de Gen - FILIA), apar primele cursuri universitare pentru studii de gen în cadrul Școlii Naționale de Studii Politice și Administrative din București.
Dintre câștigurile legislative ale mișcării, pot fi menționate  Ordonanța nr. 137/2000 privind prevenirea și sancționarea tuturor formelor de discriminare, legea nr. 202/2002 privind egalitatea de șanse și de tratament între femei și bărbați, legea nr. 217/2003 pentru prevenirea și combaterea violenței în familie, egalitatea de șanse devine principiu constituțional în anul 2003, înființarea Consiliul Național pentru Combaterea Discriminării în anul 2001, înființarea Agenției Naționale pentru Egalitate de Șanse (ANES).

#### Lipsa feminismului grassroots
Spre deosebire de mișcările de emancipare ale femeilor din Vest din anii ’60, în România feminismul anilor ‘90 a avut ca origine sfera academică și mai puține elemente de tip grassroots, fenomen datorat absenței studiilor cu privire la situația femeilor și realităților sociale cu care se confruntă, datorită încrederii scăzute a populației în organizații precum și faptului că primele reprezentante ale feminismului postdecembrist veneau din sfera academică.

#### (Re)începuturile nevăzute ale mișcării feministe și apariția AnEi
La nivel internațional în anii ’90 se dezvoltă multe din conceptele cu care feminismul operează astăzi precum sexism”, „patriarhat”, „violență împotriva femeilor”, „viol marital”. Acesta este rezultatul unui proces activ în care femeile încep să împărtășească din propriile experiențe, mai întâi în grupuri restrânse, iar mai apoi în mod organizat se dezvoltă un discurs în care experiențele povestite original să poată fi traduse într-un limbaj public care să devină mai apoi unul politic.  În această perioada este necesară dezvoltarea de concepte pentru a putea contura problemele atât din punct de vedere cultural, cât și politic. Din aceasta perspectivă, discuțiile care aveau loc într-o manieră privată, au fost un punct de plecare în ceea ce a însemnat transferul acestor experiențe într-o zonă colectivă, care a permis mai apoi și teoretizarea lor.
În România, la începuturile anilor ’90 acest tip de grupuri informale de femei care se adunau pentru a împărtăși informații, a face schimb de idei sau de lecturi au reprezentat un prim pas spre dezvoltarea gândirii și mișcării feministe. În acest punct, discuțiile care aveau loc pe tema feminismului erau bazate pe informații deja conceptualizate dat fiind faptul că în Vest, după 2-3 ani de la reînceputurile feminismului românesc în Vest se discuta despre  al III-lea val de feminism și de postfeminism. Originea acestor mișcări este reprezentată de conversațiile care  au avut loc la o întâlnire intelectuală. În cadrul acestor grupuri restrânse, erau desfășurate o serie de întâlniri, intitulate ”joia la AnA” la care se participa la discuții și lecturi. Aceste tipuri de adunări se rezumau la un cadru intim, alcătuit din „prietena prietenei mele”. Aceste întâlniri se instituționalizează prin înființarea în 1993 a Asociației de Analize Feministe (AnA) la inițiativa Laurei Grunberg și a cercului ei de prieteni. În statutul organizației (art. 5) este trecut scopul acesteia:
„Scopul societății este de a introduce și dezvolta studiile feministe în diverse domenii: filosofie, sociologie, psihologie, lingvistică, drept, economie, politică, artă, educație, medicină, precum și acela de a sensibiliza opinia publică în contracararea unor fenomene de sexism, în promovarea valorilor feminine.” 
Ca multe alte mișcări sociale, nici feminismul românesc nu a pus accentul pe  diversitate față de etnie și interesul sexual, având de altfel o capacitate scăzută de mobilizare și organizare. Această mișcare  urma modelul primelor feministe și a cercurilor pe care le frecventau, prezentând un interes intelectual și o (re)descoperire a lumii și a sinelui.
Identitatea feministă a pornit de la aceste întâlniri care înfățișau modele de dezvoltare și creare. Pentru ca mișcarea feministă să prindă contur, este necesar ca participanții acestei mișcări să se identifice ca un singur grup cu aceleași principii și interes comun.
Așanumitul caracter romantic al organizației, cum îl intitula Laura Grünberg, are ca obiectiv definirea unei noi perspective feministe asupra miturilor și legendelor românești. Pe lângă asta, obiectivul AnEi oglindea o imagine a intereselor membrelor sale: sociologia, științele educației, filosofia. Scopul principal era îndreptat asupra condițiilor femeilor din România, publicarea lucrărilor despre reprezentarea femeilor în cultura românească sau a comportamentului sexist în mass-media, și nu în ultimul rând a promovării și traducerii de studii feministe. Totodată, aveau ca scop înființarea unui centru de documentare (Biblioteca AnA) și conferințe pe aceste subiecte.
Proiectele demarate în cadrul organizației până în anul 2000 au avut toate o caracteristică puternic feministă/de gen și au abordat o arie largă de activități: analiză de manuale, cursuri de educație nonsexistă, crearea de scoli de vară, ateliere de lucru cu educatori la nivel preșcolar și elementar („Egalitate prin diferențe: Program pentru o educație nonsexistă” 19961997), organizarea de seminarii, mese rotunde, crearea de rețele, studii de caz, sensibilizarea factorilor de decizie („Formarea competențelor în probleme de gen” 1996 -1997), crearea Centrului AnA, a editurii și a revistei AnALize, singura revistă de studii de gen din România („Centrul de resurse multimedia pentru studii feministe și de gen social” 19971998), oferirea unor burse de 30 de zile pentru două femei de formație academică de la Universitatea de Stat din Moldova („From victimization to empowerment – bursă de studiu” 1999), program de dezvoltare comunitară („Împreună la Foișor” 1998 - 1999), crearea ghidului de activități a organizațiilor nonguvernamentale (19992000), monitorizarea discriminării împotriva femeilor în familie și pe piața muncii (1999 - 2000).
Poate cele mai importante și durabile rezultate ale acestui ONG le reprezintă publicațiile realizate în cadrul proiectelor și numerele revistei feministe AnALize (14 numere).
Publicațiile efectuate în cadrul proiectelor și numerele revistei feministe AnALize (14 numere) au fost poate cele mai notabile și solide realizări ale acestui ONG. 

#### Prima manifestare feministă pe stradă: Protestul antiPlayboy
În ceea ce privește feminismul de tranziție, care a avut loc până în anul 2000 în România, emoțiile care păreau să motiveze acțiunile colective ale organizațiilor erau cele personale sau care țineau de conjuncturi și oportunități, în ciuda faptului că din analizele feministe reiese faptul că ceea ce susținea aceste tipuri de mișcări era mai degrabă emoție negativă, precum revolta și indignarea. Dată fiind atmosfera informală ale întâlnirilor feministe, în care relațiile existente erau mai degrabă de solidaritate și prietenie, emoțiile puternice și reactive care ar fi avut capacitatea să adune în jurul lor persoane din exteriorul acestor cercuri discrete erau absente. În contrast cu atitudinea abordată de organizații până în acel moment, în anul 2000, o publicație apărută în ediția românească a revistei Playboy va motiva o schimbare de abordare. Articolul denumit „Cum să îți lovești soția fără să îi lași urme pe corp” era alcătuit dintr-o colecție de 10 astfel de metode însoțite de ilustrații fotografice sugestive. Această secțiune a revistei a determinat renunțarea la atitudinea timidă și non-intervenționistă, înlocuind-o cu una mai vocală și mai prezentă în spațiul public, ce va avea drept consecință Protestul anti-Playboy. Această manifestație încearcă să atragă atenția asupra poziției pe care femeia o ocupă în societate și a caracterului misogin la care acestea sunt expuse. În ciuda faptului că au fost necesari 10 ani până la primul protest împotriva  politicilor statului (protestul din 2010, care a contestat decizia luată de Guvernul Emil Boc de a scădea indemnizațiile acordate mamelor), mișcarea anti-Playboy reprezintă un moment de răscruce în care asociațiile feministe își reevaluează prezența publică.
Scopul pe care doreau să-l atingă asociațiile era obținerea vizibilității publice și de inițiere a discuțiilor pe tema problematicii violenței asupra femeilor. Acest scop determină mai departe modul de desfășurare a protestului, acesta plecând de la nucleul feministelor din mediul academic, mai apoi abordând zone cu o mai mare vizibilitate publică. Un factor important în popularizarea acțiunilor desfășurate a fost reprezentat de discursul oferit de soția ambasadorului SUA, acțiune care a oferit greutatea ideii de protest. Cel mai mare impediment pe care organizațiile feministe l-au întâlnit în atingerea scopului a fost reprezentat de slaba expunere mediatică a discuțiilor despre violență asupra femeilor pe care acestea doreau sa le abordeze, deoarece exceptând revista Cosmopolitan, nicio altă acoperire mass-media nu a avut deschidere către acest subiect. 

#### Lupta pentru cote de reprezentare politică. Programul 222
În jurul anilor preelectorali (1995-1996) s-a sesizat o puternică preocupare vizavi de participarea electorală a femeilor, ceea ce a declanșat un proiect important în cadrul Women in Development, PNUD, „Programul 222”. Obiectivele vizate urmăreau două direcții: pe termen lung, se dorea introducerea în Parlamentul României a cel puțin 222 de femei, adică aproximativ jumătate din membrii Parlamentului; pe termen scurt, urmăreau în perioada de implementare mai multe arii relevante în ceea ce privește reprezentarea politică a femeilor. Astfel, s-au axat pe recunoașterea femeilor ce doreau să facă parte din clasa electorală și pe susținerea acestora prin oferirea informațiilor relevante sferei feministe politice. Inițiativa pe care doreau să o abordeze la acea oră era revoluționară: se dorea un nou format al listelor electorale în formula 2, 2, 2, adică reprezentarea alternativă a candidaților de sex masculin și feminin. Unele dintre metodele de susținere ale femeilor candidați au fost: ateliere în cadrul cărora se analizau activitățile predecesoarelor lor din politică, discursuri pe tema „Cum se conduce o campanie electorală” atât pentru candidate, cât și pentru susținătorii acestora. Cu toate că scopul inițial a fost atins, ca și în cazul protestului Playboy mișcarea nu s-a bucurat de o mare susținere publică. 

## Organizații
În prezent numărul organizațiilor active în domeniul promovării drepturilor femeilor, al protejării victimelor violenței de gen și al combaterii discriminării pe criterii de gen este în creștere. Printre aceste se pot aminti: 
- Asociația TRANSCENA, București
- Asociația Femeilor Împotriva Violenței  ARTEMIS, Cluj-Napoca
- Fundația SENSIBLU, București
- Asociația GRADO - Grupul Român pentru Apărarea Drepturilor Omului, București
- Fundația Centrul Parteneriat pentru Egalitate, București
- Asociația pentru Libertate și Egalitate de Gen, A.L.E.G., Sibiu
- Asociația Centrul de Dezvoltare Curriculară și Studii de Gen: FILIA, București
- Asociația FRONT,  București
- Asociația ANAIS, București
- E-ROMNJA - Asociația pentru Promovarea Drepturilor Femeilor Rome, București
- Institutul Est European pentru Sănătatea Reproducerii – IEESR, Tg Mureș
- Fundația Centrul de Mediere și Securitate Comunitară - CMSC, Iași
- PAS ALTERNATIV, Brașov
- Asociația pentru Promovarea Femeilor din România, Timișoara
- Societatea Doamnelor Bucovinene, Suceava
- Club Maria – Organizația Femeilor din Domeniul Artelor, Profesiilor și Afacerilor, Alba Iulia
- Comitetul Județean al Femeilor din Maramureș, Baia Mare
- Asociația Pro-Familia (AFI), Bistrița
- Asociația Națională a Femeilor din Mediul Rural, Brașov
- Biserica Reformată „Casa Speranței”, Brașov
- Comitetul Femeilor pentru Apărare și Ocrotire, Brașov
- Liga Femeilor Brașov, Brașov
- Asociația Femeilor Ciocârlia, București
- Asociația de Nursing din România, București

- Asociația Femeilor – Liga pentru Drepturile Omului, București
- Asociația Femeilor cu Probleme Deosebite, București
- Asociația Femeilor Optimiste, București
- Asociația Inventatoarelor din România, București
- Asociația Moașelor din România, București
- Asociația Națională a Femeilor Medic din România, București
- Asociația Doamnă pentru Drepturile Femeii, București
- Comitetul Municipal al Femeilor București, București
- Consiliul Național Consultativ al Femeilor din România, București
- Femei, Acțiuni Pozitive, Toleranță, Educație, București
- Forumul Ecumenic al Femeilor Creștine din România, București
- Fundația Acțiune pentru Sănătatea Femeilor, București
- Fundația Aura, București
- Fundația Română pentru Ocrotirea Tinerilor Fete, București
- Institutul Femeilor București, București
- Liga Națională a Femeilor din Revoluția din Decembrie 1989, , București
- Liga pentru Apărarea Demnității Femeii, București
- Mișcarea Liberală a Femeilor Române, București
- Uniunea Națională a Femeilor Creștine, București
- ARCA – Forumul Român pentru Refugiați Migranți, București
- Asociația Femeilor Rome din România, București
- Asociația Partener pentru Schimbare, București
- Coaliția pentru Sănătatea Reproducerii, București
- Forumul Femeilor Social-Democrate din România, București
- Fundația Tineri pentru Tineri, București
- GENDER – Centrul de Cercetare a Identității Feminine, București
- Grupul Român pentru Apărarea Drepturilor Omului, București
- Centrul de Dezvoltare Curriculară și Studii de Gen, București
- Sensiblu, București
- Centrul Parteneriat pentru Egalitate (CPE), București
- FILIA, București
- Transcena, București
- Front, București
- Biblioteca Alternativă (Claca from 2013), București
- E-Romnja, București
- LoveKills (de asemenea în Timișoara), București
- Centrul Euroregional pentru Inițiative Publice (ECPI), București
- Feminitatea, Buzău
- Asociația Regională a Femeilor Buzău, Buzău
- Societatea Femeilor Ortodoxe din Arhiepiscopia Vadului, Feleacului și Clujului, Cluj-Napoca
- Grupul pentru Acțiune Socială (GAS), Cluj-Napoca
- Desire, Cluj-Napoca
- Societatea Demnitatea Femeilor, Constanța
- Mișcarea pentru Planificarea Familială „Vrancea”, Focșani
- Organizația locală a Femeilor Târgu Frumos, Iași
- Fundația Șanse Egale pentru Femei (Dina Loghin), Iași
- Centrul pentru Mediere și Securitate Comunitară, Iași
- Șanse Egale pentru Femei (ȘEF), Iași
- Asociația de Femei Creștină Germană Estera, Mediaș
- Asociația Femeilor AnA, Oradea
- FEMINOR, Oradea
- Uniunea Femeilor Bihor, Oradea
- Brigada Fetelor – România, Ploiești
- Clubul Femina, Ploiești
- Liga Femeilor Creștine Ortodoxe, Râmnicu-Vâlcea
- Asociația Femeilor din Reghin, Reghin
- Liga Femeilor Gorjene „Aretha Tătărescu”, Târgu Jiu
- Fundația IKON, Timișoara
- Asociația pentru Promovarea Femeii din România (APFR), Timișoara
- h.arta, Timișoara
- feminisTM, Timișoara
- Asociația Femeilor Țigănci „pentru copiii noștri”, Timișoara
- Asociația pentru Emanciparea Femeilor Rome, Timișoara
- Asociația Pro Femina, Vaslui[8]

Începutul anilor ’90 a fost marcat de o reașezare a instituțiilor statului, a economiei și a societății. În timp ce valorile și instituțiile regimului trecut au fost date la o parte, a fost necesară reconstrucția și dezvoltarea capacității organizațiilor civice și a instituțiilor.  În acest context, România primește sprijin din partea unor asociații și agenții internaționale pentru a ușura trecerea la democrația liberală. Printre acestea sunt de amintit:
- UNICEF (United Nations Initiative for Children’s Emergency Fund)
- UNDP (United Nations Development Programme),
- UNFPA  (United Nations Population Fund)
- ILO  (International Liberal Organization)
- USAID (United States Agency for International Development)
- reprezentanții Comisiei Europene.

Unele dintre programele de suport ale acestor organizații se focusau pe asistența socială, pe lupta împotriva violenței domestice (UNICEF), pe dezvoltarea unor programe care promovau egalitatea de șanse (UNDP/PNUD) sau pe sănătatea reproducerii (UNFP, Fondul Națiunilor  Unite  pentru  Populație  și  USAID).
Impactul pe care l-au avut aceste programe s-a extins pe mai multe direcții: dezvoltarea instituțiilor publice, dezvoltarea legislativă și dezvoltarea societății civile.
1. ↑  „EVOLUŢIA FEMINISMULUI ROMÂNESC”. reteaualiterara.ning.com. Arhivat din original la 26 februarie 2014. Accesat în 12 iulie 2021.
2. ↑  „Femeile din România şi dreptul la vot. Cum au luptat organizaţiile feministe în perioada interbelică pentru a-şi putea exprima opţiunile politice” (în engleză). adevarul.ro. Accesat în 12 iulie 2021.
3. ↑  „Lupta pentru dreptul de vot feminin în România interbelică”. www.historia.ro. Accesat în 12 iulie 2021.
4. ↑  Lege din 1929 - a contractelor de muncă, www.costelgilca.ro
5. ↑  Wayback Machine (PDF), arhivelenationale.ro
6. ↑  Perlez, Jane (21 noiembrie 1996), „Romania's Communist Legacy: 'Abortion Culture'”, The New York Times (în engleză), ISSN 0362-4331, accesat în 26 septembrie 2022
7. 1 2  SNSPA, PR (31 martie 2020). „Mihaela Miroiu (coord.), Andreea Molocea, Ioana Vlad, Cristian Ionuț Branea | Mișcări feministe și ecologiste în România (1990-2014)” (în engleză). SNSPA. Accesat în 26 septembrie 2022.
8. 1 2 3 4  SNSPA, PR (31 martie 2020). „Mihaela Miroiu (coord.), Andreea Molocea, Ioana Vlad, Cristian Ionuţ Branea | Mişcări feministe şi ecologiste în România (1990-2014)” (în engleză). SNSPA. pp. 34–39. Accesat în 26 septembrie 2022.
9. ↑  Smith, Dorothy E. (2005). Institutional Ethnography: A Sociology for People. Altmira Press. p. 7.
10. ↑  Miroiu, Mihaela (coord); Andreea Molocea; Ioana Vlad; Cristian Ionuț Branea (2015). Mișcări feministe și ecologiste în România: 1990-2014. Polirom. pp. 39–43.
11. ↑  Miroiu, Mihaela (coord); Andreea Molocea; Ioana Vlad; Cristian Ionuț Branea (2015). Mișcări feministe și ecologiste în România:1990-2014. Polirom. p. 49-52.
12. ↑  Ilisei, Irina (2017). „Romania: a Missed Opportunity for Minorities”.  În Louisa Slavkova. Mapping Transition in Eastern Europe: Experience of Change after the end of Communism. German-Russian Exchange (DRA e.V.). p. 59.

### Reuniunea Femeilor Române din Brașov
Reuniunea Femeilor Române din Brașov a fost înființată în 1850 sub președinția Mariei Nicolau, soția lui Dimitrie S. Nicolau, cunoscut filantrop, proprietarul primei rafinării de petrol din Transilvania, unul din consilierii municipiului Brașov (Maria Nicolau, Compt public). Deși scopul inițial al Reuniunii a fost “Ajutorul creșterii fetițelor române mai sărace, rămase orfane după Revoluția din 1848-1849”, prin tot ce întreprindea, se integra, de fapt, în programul politic al mișcării de eliberare națională a românilor din Imperiul Habsburgic.
După modelul Reuniunii brașovene, au fost constituite asociații de femei în peste 60 de localități din Transilvania și Banat, la: Lugoj (1863); Mediaș (1870); Făgăraș (1876); Turda-Abrud (1884); Sibiu (1881); Arad (1884); Hunedoara (1886); Cluj (1888); Blaj (1890); Timișoara (1891); Oradea (1908); etc (XXV de ani din viața Reuniunii Femeilor Sălăjene).
Reuniunea de la Brașov, ca dealtfel și celelalte organizații de femei își desfășurau activitatea sub tutela Asociației Transilvane pentru Literatura și Cultura poporului român (A.S.T.R.A., 1861) și au fost subvenționate de băncile române, de biserica ortodoxă și de cea greco-catolică și de oameni de afaceri români de pretutindeni. Din aceste fonduri și ajutoare au fost trimise la studii multe fete orfane; au fost create școli secundare de fete la Sibiu, Blaj și Brașov, iar mai târziu și internate; au fost tipărite în colecția Cărți românești ieftine o seamă de opere literare, dar și studii istorice reprezentative pentru cultura națională. Reuniunile de femei din Transilvania s-au folosit de adunările generale ale organizației A.S.T.R.A. pentru a-și ține propriile adunări, luând astfel parte la dezbaterea problemelor generale la ordinea zilei, la expozițiile de artă populară, la spectacolele de teatru și serbările câmpenești, precum și la alte activități organizate cu aceste prilejuri.
În timpul procesului memorandiștilor (1894) s-a format la Brașov un comitet politic secret al femeilor pentru “a spijini și apăra pe bărbații lor prin apeluri și propagandă în țară și în străinătate” . Din inițiativa acestui comitet a fost trimis un protest, semnat de 920 de femei din Transilvania, Parlamentului italian care a luat apărarea cauzei naționale române și a condamnat politica șovină a cercurilor guvernamentale budapestane (Carpați, 1926).
Meritul deosebit al Reuniunii Femeilor Române de la Brașov a fost convocarea congresului de unificare a asociațiilor de femei din Austro-Ungaria, la Brașov, pe 3 - 5 iunie 1913, unde s-a constituit Uniunea generală a femeilor române din Ungaria în frunte cu Maria Baiulescu, publicistă, scriitoare, colaboratoare la revistele feministe din România și la Gazeta Transilvaniei, Familia, Tribuna, e.t.c. Delegatele Reuniunii Femeilor Române de la Brașov au luat parte, împreună cu delegatele a peste 60 de reuniuni de femei din Transilvania, la Marea Adunare Națională de la Alba Iulia pe 1 decembrie 1918, votând pentru unirea cu România și pentru Rezoluția Adunării, în care a fost prevăzută, printre reformele democratice fundamentale, și acordarea votului universal și pentru femei.
R.F.R. de la Brașov va continua lupta pentru emanciparea femeii și în perioada interbelică în cadrul Uniunii femeilor române din România-Mare, afiliată la Consiliul General al Femeilor din România (Carpați, 1926). 

### Reuniunea Femeilor Române de la Iași
Reuniunea Femeilor Române de la Iași a fost înființată în 1867 de Cornelia Emilian, publicistă, autoarea unor scrieri în care problematica dominantă era soarta femeii și căile emancipării sale (Amintiri). Reuniunea, organizată după modelul R.F.R. de la Brașov, a fost condusă de un comitet format din 12 membre printre care: Matilda Sihleanu, Cornelia Emilian, Elena Mârzescu, Eugenia Al. Urechea, Ecaterina Sion, Veronica Micle, Aristia Popescu, Ecaterina Tzony, Elena Corjescu, Natalia Lochman, Cassandra Hazu.
În 1870 Reuniunea a deschis prima școală profesională pentru fete din Moldova, transformându-se, în câțiva ani, într-un puternic centru de formare a unei întregi generații de femei în stare să-și câștige singure existența. Atelierele sale de croitorie pentru confecționarea de haine și lenjerie au sprijinit războiul de independență a României (1877-1878). Reuniunea și-a sporit mereu fondurile și numărul de membri, astfel încât în 1893 corpurile legiuitoare au recunoscut-o ca persoană juridică.
Activitatea Reuniunii va fi continuată de Liga Femeilor din România (Iași 1894), înscriind în statutele sale și obiective politice și juridice, pe lângă cele economice (Statutele Ligii). Programul Ligii și activitățile sale au fost expuse pe larg și comentate în paginile publicației Buletinul Ligii Femeilor de la Iași și în Suplimentul Buletinului (1895-1898). Liga s-a afiliat la Uniunea internațională a femeilor cu sediul la Londra, din partea căreia a primit un sprijin real în înfăptuirea obiectivelor sale. 
Liga ieșeană a înaintat două petiții Camerei Deputaților (1896, cu 100 de semnături și, în 1898, cu 500 de semnături), revendicând scoaterea femeii măritate din rândul minorilor și “căutarea paternității” ; a organizat conferințe pe tema emancipării femeii, a adunat fonduri pentru acțiuni filantropice printre care mese gratuite pentru școlarii nevoiași, inițiativă extinsă pe tot teritoriul țării de Spiru Haret, ministrul Instrucțiunii Publice (Suplimentul Buletinului Ligii).
Mai multe organizații de femei au aderat la Liga Femeilor de la Iași, iar la București s-a constituit o secție a Ligii în frunte cu Elena Găvănescu (ianuarie 1895).

### Societatea Doamnelor Române din Bucovina
Societatea Doamnelor Române din Bucovina a fost constituită la Cernăuți în 1894, în frunte cu Eufrosina Petrino-Armis, Elena Popovici Logothetti, Sofia Ștefanovici, Victoria Stircea, Maria Grigorcea, Ștefania Hurmuzachi, Agripina Onciul ș.a. Aflată sub direcția și îndrumarea Societății pentru literatura și cultura română din Bucovina, Societatea Doamnelor urmărea să îmbine lupta pentru emanciparea lor cu lupta de eliberare națională a românilor din Austro-Ungaria (I. V. Stefănelli, Mișcarea feministă din Bucovina).
Având drept model activitatea reuniunilor de femei din Transilvania, Societatea și-a creat o primă filială la Suceava, apoi alte 26, pe tot cuprinsul Bucovinei. Ca urmare a strângerii unor importante fonduri, a fost inaugurat, în toamna anului 1896 Internatul de fetițe române din Cernăuți, unde 88 de eleve puteau beneficia în fiecare an, până în ajunul primului război mondial, de “o creștere națională și de o instrucțiune” care le înlesneau “pentru viitor traiul de toate zilele” . O secțiune a Societății a antrenat peste 400 de femei de la țară în realizarea de țesături și cusături originale românești, comercializate la Viena, Berlin și Londra, cu ajutorul Asociațiunii din Viena pentru propagarea industriei casnice femeiești. În 1898 și-au deschis porțile, sub patronajul Societății, o “școală poporală pentru fetițe” cu limba de predare română, două aziluri pentru îngrijirea copiilor nevoiași (între 3 și 6 ani) și un atelier de croitorie, precum și un altul de confecționare a veșmintelor bisericești; Societatea și-a sporit în continuu fondurile prin donații generoase, dar și din veniturile rezultate de la serbările și bazarurile inițiate de membrele organizației (Unirea Femeilor Române, 1909).
Revistele Familia, Gazeta Transilvaniei, cu suplimentul ei, Foaie pentru minte inimă și literatură, Unirea Femeilor Române de la Iași, Viitorul Româncelor au informat permanent opinia publică despre adunările și preocupările asociațiilor de femei din Bucovina și au găzduit în paginile lor articole și studii consacrate problematicii feministe, care suplineau astfel lipsa unei publicații de profil din această provincie românească aparținând Monarhiei Habsburgice.
După 1918, Societatea Doamenlor din Bucovina se va afilia la Uniunea Femeilor Române din România-Mare. 

### Asociația pentru emanciparea civilă și politică a femeilor române
Asociația pentru emanciparea civilă și politică a femeilor române (A.E.C.P.F.R.) s-a constituit la Iași, pe 30 iulie 1918, când a fost adoptat programul și s-au votat statutele sale. Din comitetul de conducere au făcut parte 23 de membre, printre care personalități remarcabile ale feminismului românesc: Maria Baiulescu, Elena Meissner, Ella Negruzzi (directoare), Eleonora Statilescu (secretară), Maria C. Buțureanu (casieră), Elena Alestari, Calypso C. Botez, Cornelia Emilian, Ana Conta - Kernbach, Sofia Nădejde, Izabela Sadoveanu, Vera Miller, Tereza Statilescu, Maria Moruzzi ș.a.
Programul Asociației cuprindea obiective bine precizate în vederea antrenării femeilor: 
1.în viața politică prin: 
- acordarea drepturilor integrale civile, cetățenești, și politice;
- exercitarea de către femei a tuturor funcțiilor publice și a profesiunilor libere;

2. în viața socială prin: 
- reglementarea muncii feminine;
- încurajarea și coordonarea operelor feminine de prevedere socială,
- ateliere și magazii pentru desfacera produselor muncii feminine;
- birouri de informații și sfat moral;
- cămine pentru fete tinere, etc.

3.în activitate culturală, având ca priorități: 
- combaterea analfabetismului și crearea de școli pentru adulți;
- îndrumarea femeilor către comerț și meserii;
- pregătirea fetelor pentru muncă socială și viață cetățenească;
- răspândirea ideilor pacifiste, etc (Asociația pentru emanciparea civilă și politică a femeilor române)

A.E.C.P.F.R. avea ca organe de presă un Buletin trimestrial la Iași și un ziar Acțiunea feministă sub conducerea Valentinei Focșa, Piatra Neamț, 1919-1921.
Potrivit cu statutele sale, au fost create secțiuni mai întâi la București, apoi la Brașov, Sibiu, Cernăuți, Chișinău și în alte orașe mai importante ale țării.
De la început, A.E.C.P.F.R. și-a concentrat preocupările spre sensibilizarea opiniei publice în vederea înscrierii în noua constituție postbelică a drepturilor fundamentale ale femeii. În anii 1919 -1920, membrele secțiunii București au inițiat un amplu ciclu de conferințe cu participarea unor personalități culturale și politice (N. Iorga, Vasile Goldiș, I. G. Duca, Polizu - Micșunești, C. Dissescu, I. Teodorescu ș.a.) având drept temă importanța mișcării feministe în consolidarea României întregite. La apelurile repetate ale Asociației, unele din partidele politice ca partidul socialist, partidul muncii, partidul țărănesc, partidul progresist, au înscris în programele lor acordarea drepturilor depline politice, economice și culturale pentru femei; alte partide însă, ca partidul poporului sau partidul liberal s-au pronunțat doar pentru accesul femeilor în consiliile comunale și județene.
Protagonistele Asociației au trimis oamenilor politici influenți, dar și Parlamentului, memorii și delegații, s-au adresat guvernului, primului ministru, protestând împotriva desconsiderării rezoluțiilor Marii Adunări Naționale de la Alba Iulia și ale Sfatului Țării din Chișinău (1918), care prevedeau acordarea votului universal ambelor sexe.
În urma intervențiilor repetate ale A.E.C.P.F.R. au fost obținute doar drepturi parțiale: accesul femeilor în consiliile interimare, în Consiliul Superior al Muncii, în Camerele de agricultori, în Comitetul Eforiei Școalelor, în barouri de avocați; ca profesoare universitare, arhitecte, inginere, funcționare în serviciul căilor ferate, etc (Calypso C. Botez, Problema feminismului).
Asociația s-a afiliat la Alianța internațională pentru sufragiul feminin, informând opinia publică românească despre realizările mișcării feministe din străinătate și participând la congresele Alianței; de exemplu, la Congresul de la Geneva (6 -11 iunie 1920), care adoptă Programul internațional al femeilor și la care Elena Văcărescu a prezentat un amplu raport asupra mișcării feministe din România, apreciat de presa franceză, din S.U.A., din Italia, Spania, Elveția (Buletinul trimestrial al Asociației, 1920). Asociația își va continua activitatea și în anii următori, în cadrul Consiliului Național al Femeilor Române, păstrându-și autonomia și aducându-și contribuția la îmbunătățirea legislației interbelice privitoare la statutul femeii.

### Consiliul Național al Femeilor Române
Consiliul Național al Femeilor Române s-a constituit la București, în vara anului 1921, când au fost votate și statutele sale. Potrivit acestor statute, scopul Consiliului era: “a stabili legături de simpatie și de solidaritate între toate manifestările activităților feminine și feministe din România Mare”; “a lucra la îmbunătățirea condițiilor juridice, economice și morale ale femeii” și “a face cunoscută activitatea femeilor române în străinătate”. Consiliul era condus de un Comitet Executiv, în frunte cu Calypso C. Botez (președintă), Alexandrina Gr. Cantacuzino și Zoe Râmniceanu (vice-președinte), Cornelia Emilian, Ella Negruzzi, Elena Odobescu, Ecaterina Cerchez ș.a.
CNFR a avut mai multe filiale pe întregul teritoriu național și peste 30 de organizații asociate (Rapport du Conseil National des femmes roumaines).
Deși în Constituția României întregite, din 1923, se stipula că “drepturile civile ale femeilor se vor stabili pe baza deplinei egalități a celor două sexe” (art.6), comisiile parlamentare care lucrau la unificarea legislației și la elaborarea noilor reglementări juridice, aveau tendința să lase neschimbate vechile paragrafe care mențineau femeia în stare de inferioritate. De aceea C.N.F.R. a inițiat constituirea unei Comisii juridice pe lângă Comitetul său Executiv (format din eminenți specialiști, profesori universitari, oameni politici influenți și alte personalități publice, printre care Corneliu Botez, Grigore Iunian, Dem Dobrescu, Constantin Mille, Radu Rosetti, Ella Negruzzi, Calypso C. Botez), care să atragă atenția forurilor competente asupra dispozițiilor legislative care se cereau urgent revizuite. La ședințele Comisiei au fost prezentate și dezbătute studii referitoare la statutul femeii: ca de pildă, studiul despre condiția juridică a femeii salarizate, întocmit de Marco I. Barasch (doctor în drept, cu studii de politologie la Paris), în care se argumenta necesitatea recunoașterii dreptului femeii măritate asupra produsului muncii sale și punerea, astfel, a legislației românești în acord cu legislația țărilor civilizate (acest drept a fost recunoscut în S.U.A. încă din 1847, în Anglia din 1870).
Concluziile acestor dezbateri au fost cuprinse într-un amplu raport, înmânat comisiilor de unificare a legislației civile din Ministerul de Justiție. Se revendica, în primul rând, ca noul cod civil să permită femeii căsătorite cu un străin să-și poată păstra naționalitatea, să se elimine toate prevederile privitoare la incapacitatea femeii rezultată din regimul dotal; să nu fie știrbite drepturile femeii măritate în exercițiul puterii părintești; să se permită cercetarea paternității, etc. Unele dintre aceste revendicării și propuneri au fost parțial soluționate în anii următori - de exemplu, suprimarea aservirii femeii măritate, înlăturarea incapacității sale de a sta în justiție și de a contracta sau de a face comerț (Consiliul Național al Femeilor Române. Comisiunea legislativă). 
C.N.F.R. a inițiat și o seamă de acțiuni pentru câștigarea drepturilor politice ale femeii, îndeosebi a dreptului de vot și de participare la legislație. Cu prilejul dezbaterilor în jurul reformei administrative, în 1925, C.N.F.R. a elaborat un amplu proiect de reorganizare a administrației teritoriale, în vederea înlăturării centralismului excesiv și pentru a înlesni alegerea în consiliile locale a femeilor, după aceleași norme ca cele ale bărbaților (Alexandrina Cantacuzino, Discurs, 1925).
În urma repetatelor insistențe și memorii trimise autorităților de C.N.F.R., legea pentru organizarea administrației locale, din 3 august 1929, a prevăzut dreptul de participare a femeilor la alegerile comunale și județene (drept condiționat în special de nivelul lor de pregătire culturală și profesională). 
C.N.F.R. a aderat de la începutul constituirii sale, la Consiliul Internațional al Femeilor și a trimis delegațiile sale la întrunirile și la congresele acestuia (între anii 1921-1938). Din inițiativa C.N.F.R. a fost înființată, cu prilejul Congresului internațional feminin de la Roma, în 1923, Mica Înțelegere Feminină, cu participarea organizațiilor de femei din România, Cehoslovacia, Polonia, Iugoslavia, Bulgaria și Grecia, pentru a “se sprijini reciproc” în vederea dobândirii unui statut asemănător cu statutul femeilor din țările dezvoltate occidentale și în scopul combaterii tendințelor de revizuire a granițelor statelor succesorale.

## Personalități
Printre cele mai importante personalități ale mișcării feministe pentru acordarea drepturi politice depline femeilor se numără: Calypso Botez, Alexandrina Cantacuzino, Eleonora Stratilescu, Elena Maissner, Maria Buțureanu.

### Maria Rosetti
Maria Rosetti, de origine scoțiană, născută Mary Grant la Guernesey (Anglia); Identificându-se cu interesele națiunii române, participă alături de soțul ei, C. A. Rosetti, la întrunirile secrete, pregătitoare ale revoluției muntene și la evenimentele din vara și toamna anului 1848. În urma înăbușirii mișcării de la București de către trupele otomane, ea vine în ajutorul fruntașilor revoluției (N. Bălcescu, C. Bolliac, I. Brătianu, C. A. Rosetti, N. Ipătescu ș.a.), arestați și duși în corăbii turcești pe Dunăre, de la Giurgiu până la Orșova, de unde vor scăpa din captivitate datorită intervenției sale abile pe lângă autorități. Atașamentul Mariei Rosetti față de ideile pașoptiste, sacrificiile ei în favoarea patrioților captivi pe tot parcursul călătoriei lor sunt povestite pe larg de cunoscutul istoric francez, Jules Michelet, într-o emoționantă evocare-portret. (Les Principautés danubiennes. Madame Rosetti, 1848) Iar pictorul C. D. Rosenthal a ales-o drept model pentru celebrele sale tablouri: România revoluționară și România descătușânu-și lanțurile pe Câmpia Libertății.
Maria Rosetti va fi alături de soțul ei în anii grei ai exilului, apoi, după revenirea în țară, va susține mișcarea pentru unirea Principatelor Române. În timpul războiului de independență (1877 - 1878), ea se va afla în fruntea Comitetului de femei din București care aduna ajutoare pentru front și pentru familiile celor mobilizați; din inițiativa ei, au fost înființate două spitale pentru soldații răniți, unul la Craiova și altul la Turnu-Măgurele. Între anii 1865 - 1866 a apărut la București, sub direcția ei, revista Mama și copilul, oferind un model reușit de pregătire a femeii-mamă și, prin intermediul ei, a celei mai tinere generații post-unioniste, de a face față provocărilor noii epoci (vezi rubricile: convorbiri despre univers, catehism de istorie universală și națională, biografii de oameni celebri, etc.)

### Sofia Cocea Chrisoscoleu
Sofia Chrisoscoleu, născută Cocea (1839 - 1861); dotată cu o inteligență deosebită și un vădit talent de publicistă, se avântă de foarte tânără în mișcarea pentru unirea Principatelor Române; colaborează la ziarele unioniste ca: Steaua Dunării, Reforma, Dacia, Românul.
Sfidând ironia cu care era privită semnătura unei femei în presă, Sofia Cocea abordează în articolele sale, cu o maturitate demnă de orice fruntaș politic al vremii, problemele fundamentale ale restructurării societății românesți; dezvăluie gravitatea problemei agrare, piedicile puse de cercurile conservatoare în calea împroprietăririi țăranilor, starea de înapoiere în care trăia grosul populației, în primul rând femeile, lipsite de educație și victime ale unor mentalități anacronice; salută cu entuziasm unirea celor două principate române și alegerea lui Al. I. Cuza; în apelurile adresate femeilor române de pretutindeni, Sofia Cocea le cere să intre în mișcarea de reînnoire a țării, singura cale posibilă a emancipării lor (Către damele române); ea considera drept cea dintâi datorie a femeilor, îndeosebi a acelora care aveau mijloace materiale, să contribuie la crearea unei largi rețele moderne de învățământ rural și urban; din resursele sale modeste a deschis o școală de fete și un internat la Fălticeni.
Răpusă de tuberculoză la numai 22 de ani, Sofia Cocea lasă posterității mărturi unor remarcabile calități ale începuturilor feminismului românesc.

### Constanța Dunca-Șchiau
Constanța Dunca-Schiau a fost prima româncă posesoare a brevetului de capacitate la Sorbona și a certificatului de înalte studii pedagogice, urmate la Collège de France; între 1863 - 1865 scoate la București revista feministă Amicul familiei, în care atrăgea atenția opiniei publice asupra situației precare a femeii și a atitudinilor conservatoare privind rostul ei în societate. În urma studierii aprofundate a experienței țărilor occidentale, Constanța Dunca a elaborat și înaintat, în toamna anului 1863, domnitorului țării și Camerei Deputaților, un amplu proiect, în scopul de a contribui la crearea unui sistem educațional modern pentru femeile române (Fiicele poporului); unele din sugestiile sale au fost incluse în legea învățământului din 1864, care prevedea pentru prima dată înfiițarea de școli secundare pentru fete.
Convinsă că “tăria unei nații este dependentă de treapta pe care se află femeia”, în scrierile sale argumenta necesitatea stringentă de a înscrie în legislația țării a drepturilor fundamentale ale femeii.

### Maria Flechtenmacher
Maria Flechtenmacher, născută Mavrodin, publicistă, actriță, soția compozitorului Al. Flechtenmacher; între anii 1878 - 1881, scoate la București “ziarul social, literar și casnic”, Femeia română, care apărea de două ori pe săptămână și avea abonați în toate provinciile românești și în străinătate. În paginile publicației sale, reproduce dezbaterile și rezoluțiile Congresului internațional al drepturilor femeilor, ținut la Paris între 25 iulie - 8 august 1878; ea a îndemnat comitetele de femei create în timpul războiului de independență (1877 - 1878), pentru susținerea frontului și devenite ulterior organizații permanente feministe, să cuprindă în programele lor, pe lângă obiective filantropice, și obiective economice, politice și culturale (Cestiunea femeilor).
Articolele semnate de ea, alături de acelea ale liderilor politci cu vederi democratice, despre condiția muncii feminine, lacunele mari în instrucția și educația femeii, dificultățile create în mod artificial în calea promovării sale în diferite profesiuni, etc. reprezintă documente de o valoare incontestabilă pentru cunoașterea stadiului în care a ajuns feminismul românesc în cel de al optulea deceniu al secolului XX.

### Sofia Nădejde

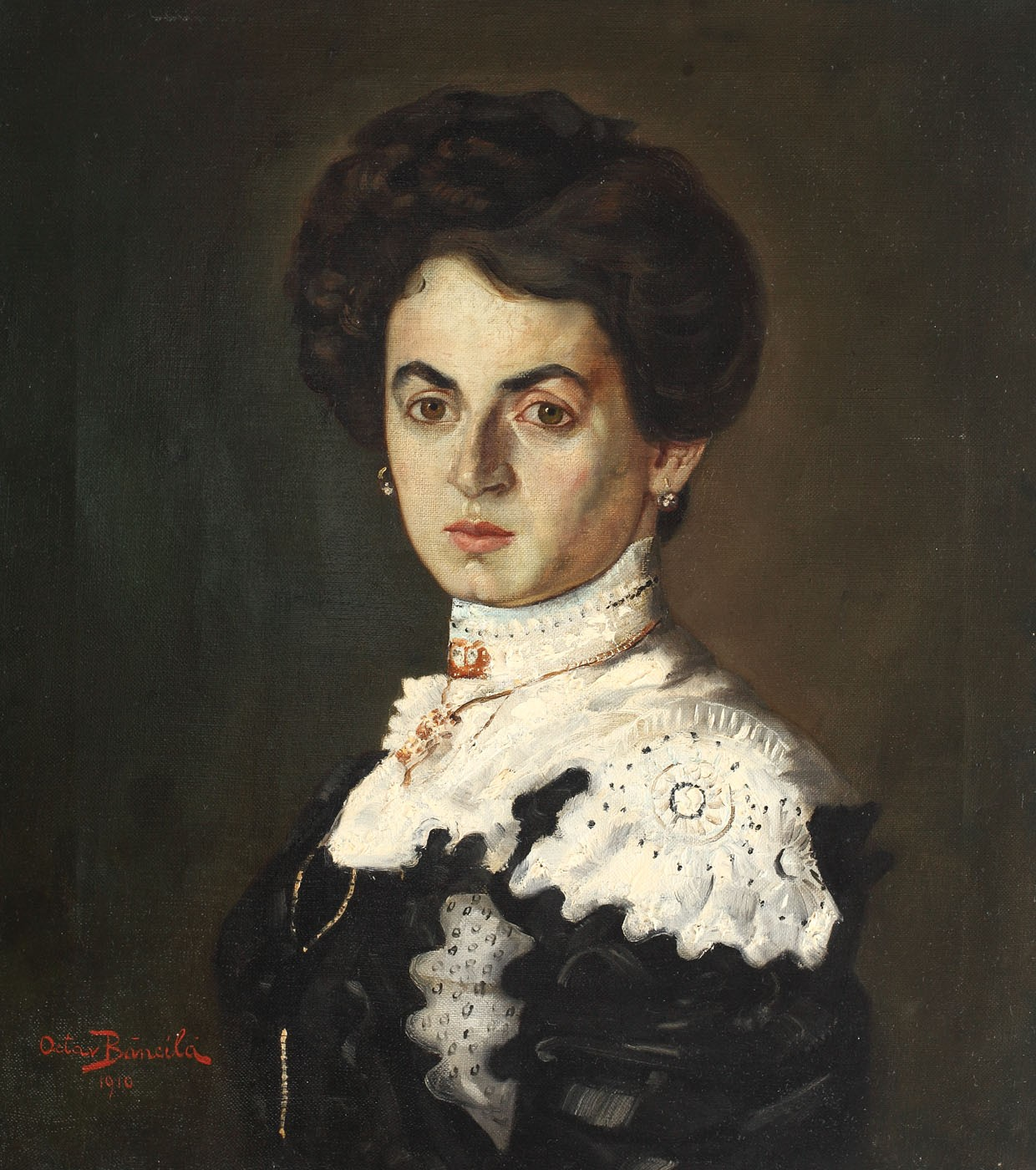
Sofia Nădejde (n. Băncilă), portret de Octav Băncilă

Sofia Nădejde, scriitoare, publicistă, un model de femeie-cetățeană, care a luptat timp de aproape 50 de ani pentru drepturile femeii, alături de soțul ei, Ion Nădejde, intră de foarte tânără în mișcarea social-democrată și participă la elaborarea primelor programe ale mișcării, în care unul dintre obiective era “dobândirea absolutei egalități în drepturi a femeii cu bărbatul” ; colaborează la revistele socialiste: Munca, Basarabia, Drepturile omului, Lumea Nouă, etc. În revista Contemporanul lansează o adevărată campanie împotriva celor care, sub pretinsul motiv că femeia ar avea creierul mai mic decât bărbatul, n-ar fi în stare să se afirme în sfere mai înalte și, în nici un caz, în politică (Răspuns d-lui Maiorescu în chestia creierului la femei; D-l Manouvrier și creierii femeii, Libertatea femeii în prelegerea d-lui Missir, etc). Sub înrâurirea ideilor marxiste, susținea, ca de altfel și alți lideri social-democrați ai vremii, că emanciparea femeii presupunea înlăturarea domiației capitalului și a proprietății private (Robirea femeii și emanciparea ei, Azi totu-i marfă, etc). Radicalismul feminist al Sofiei Nădejde va evolua spre un liberalism democrat, mai ales datorită legăturilor sale cu gruparea poporaniștilor, în frunte cu C. Stere de la Evenimentul literar (Iași, 1893 - 1894), revistă aflată sub conducerea ei.
După ce, împreună cu alți intelectuali, Sofia Nădejde va părăsi mișcarea socialistă (momentul așa-zisei “trădări a generoșilor”, 1899 - 1900), se va consacra, în primul rând, literaturii beletristice. În scrierile sale, figura centrală a fost, în mod predilect femeia, victima prejudecăților și a mizeriei materiale și morale a societății; ea va sprijini în continuare mișcarea feministă, colaborând la Revista noastră a Constanței Hodoș, (1905 - 1907, 1914 - 1916); se află printre întemeietorii Asociației pentru drepturile civile și politice ale femeilor (1918), ai Societății scriitoarelor (1925), iar în cel de al treilea deceniu al secolului XX va fi aleasă președintă de onoare a Frontului feminin, susținând eforturile organizațiilor de femei afiliate pentru a salva drepturile și libertățile cetățenești, amenințate de ascensiunea fascismului în Europa.

### Adela Xenopol
Adela Xenopol (1861 - 1939); scriitoare, publicistă, una dintre cele mai consecvente apărătoare ale ideilor feminismului liberal românesc. Primele sale scrieri, apărute sub titlul Încercări literare (Iași, 1888), sunt închinate eroilor războiului de independență (1877 - 1878) și mamelor care și-au pierdut fiii pe front.
Între anii 1896 - 1898, editează la Iași revista lunară Dochia, urmărind “să apere, să susție și să cerceteze drepturile femeii” . Strângând în jurul revistei personalități culturale ale vremii (V. A. Urechia, Maria Cunțan, Smara - Smaranda Gheorghiu, ș.a.) va iniția, în paginile publicației sale, adevărate dezbateri privind sensul feminismului. În alte două reviste, apărute sub direcția sa, Românca (Iași, 1905 - 1906) și Viitorul româncelor (București, 1912 - 1916), Adela Xenopol chema organizațiile de femei să susțină eforturile stângii liberale, conduse de Ionel Brătianu, pentru promovarea unei politici de reforme, printre care, în primul rând: desființarea latifundiilor, împroprietărirea țăranilor și democratizarea vieții politice, indispensabile îmbunătățirii condiției femeii în societate. În primăvara anului 1914, când se pregătea revizuirea constituției, ea va înmâna scriitorului și deputatului I. Al. Brătescu-Voinești, în numele unui grup de feministe de la Iași, o petiție, revendicând dreptul de vot al femeilor, fie și limitat la consiliile comunale, dacă nu și pentru parlament; în paginile revistei Viitorul româncelor, susține participarea României, alături de Antanta, în marea conflagrație din 1914 - 1918, în vederea unirii tuturor provinciilor românești într-un stat național modern; după război, se afla printre personalitățile mișcării feministe care vor cere Parlamentului României întregite înscrierea în constituția țării a drepturilor integrale ale femeilor.
În 1925, Adela Xenopol înființează Societetea Scriitoarelor, care, la rândul său, va edita, chiar sub patronajul ei, Revista Scriitoarei, ale cărei coloane vor fi puse la dispoziția “manifestărilor cultural-artistice, care au ca scop sau efect geniul și talentul feminin”. Prin încetarea ei din viață, în primăvara anului 1939, mișcarea feministă românească, ca și întreaga democrație românească, pierdeau pe una dintre cele mai remarcabile personalități ale lor.

### Eugenia de Reus Ianculescu
Eugenia de Reuss-Ianculescu (1866 - 1938); scriitoare, publicistă, promotoarea unor importante acțiuni menite să antreneze femeile din România în mișcarea internațională, mult amplificată în primul deceniu al secolului XX, pentru dobândirea dreptului de vot pentru femei. În 1911 ea creează societatea Emanciparea femeii, care își va schimba curând titlul în Drepturile femeii și va edita și o revistă purtând același nume; atrage în jurul revistei oameni de cultură și lideri politici, susținători ai dobândirii egalității în drepturi a femeilor cu bărbații (Femeia română și politica); prin intermediul unor membri influenți ai Asociației, trimite, în primăvara anului 1914, două memorii Camerei Deputaților și Senatului, revendicând participarea femeilor la alegerile consiliilor locale; este prezentă la Congresul internațional al Alianței pentru sufragiul femeii (Budapesta, 1913), unde anunță afilierea societății Drepturile femeii la această Alianță influentă, cu peste unsprezece milioane de membre; în anii de după război, face parte dintre feministele care au realizat unificarea asociațiilor de femei din România, sub patronajul Consiliului Național al Femeilor Române și susținea mișcarea petiționară pentru stipularea în noua constituție a țării a drepturilor fundamentale ale femeilor; între 1926 - 1929 a fost aleasă membră în Comitetul de conducere al Alianței pentru votul și acțiunea civilă și politică a femeilor cu sediul la New York.

### Calypso Botez

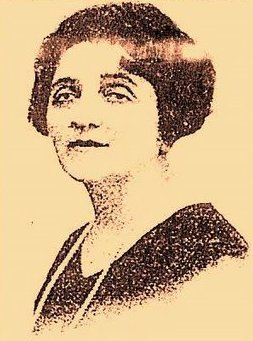
Calypso Botez

Calypso Botez este autoarea unor importante studii referitoare la condiția femeii în România; participă în anii 1917 - 1923 la dezbaterile publice în jurul elaborării noii constituții a țării și elaborează cu Maria Baiulescu, Eleonora Stratilescu, Ella Negruzzi, Elena Alestari ș.a. la întocmirea și trimiterea unor memorii către parlament și oameni politici pentru înlăturarea legislației anacronice privind statutul juridic, economic și politic al femeii.
Aleasă președintă a Consiliului Național al Femeilor Române (1921), Calypso Botez elaborează, în cadrul Institutului Social Român și al Comisiei legislative a Consiliului, studii și propuneri pentru punerea în concordanță a noului cod civil cu prevederea constituțională potrivit căreia “drepturile civile ale femeilor se vor stabili pe baza egalității celor două sexe” (Drepturile femeii în viitorul cod civil). Calypso Botez se pronunță pentru sprijinirea de către asociațiile de femei a acelor partide politice care aveau înscrise în programele lor acordarea drepturilor intergrale politice ambelor sexe.
Calypso Corneliu Botez, licențiată în istorie și filosofie. Profesoară de curs secundar. Membră a Comitetului diriguitor al Asociației pentru emanciparea civilă și politică a femeilor române; 

### Alexandrina Cantacuzino

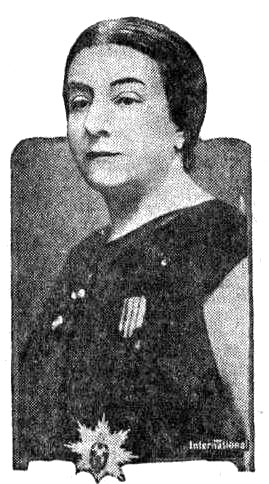
Alexandrina Cantacuzino

Alexandrina Cantacuzino, personalitate proeminentă a feminismului românesc și internațional în primele patru decenii ale secolului XX; se află, în 1910, printre membrele fondatoare ale Societății Ortodoxe Naționale a Femeilor Române; în timpul ocupației germane din anii primului război mondial, devine președintă a Societății și organizează cel mai mare spital pentru răniți, în Capitală; coordonează acțiunea de sprijinire a familiilor celor mobilizați. Din fondurile adunate de S. O. N. F. R., va fi ridicată Biserica-Mausoleu la Mărășești (1924), în memoria celor 8000 de soldați morți în confruntările militare din Moldova (1917); în anii 1920 - 1921, se află printre feministele care întemeiază Consiliului Național al Femeilor Române; aleasă în secția feminină a Institutul Social Român, elaborează un program complex de cercetare a întregii problematici feminine de după război; studiile și dezbaterile inițiate de ea în cadrul comisiilor de specialitate ale Consiliului Național al Femeilor Române, vor sta la baza propunerilor înaintate de asociațiile feministe organelor competente în vederea îmbunătățirii statutului femeii, cu prilejul pregătirii noului cod civil și a legii administrației locale (1925).
La Congresul internațional pentru sufragiul feminin, întrunit la Roma, în mai 1923, Alexandrina Gr. Cantacuzino pune bazele Micii Înțelegeri Feminine, în scopul unirii eforturilor femeilor din Polonia, Cehoslovacia, Grecia, Iugoslavia și România pentru dobândirea drepturilor lor economice, politice și juridice și pentru a stăvili tendințele amenințătoare de revizuire a granițelor statelor succesorale.
În 1925, aleasă vice-președintă a Consiliului Internațional al Femeilor, Alexandrina Gr. Cantacuzino pledează pentru elaborarea unei legislații internaționale a minorităților, valabilă în toate țările și pentru stabilirea îndatoririlor acestora față de statul în care trăiau; organizează, în octombrie 1925, la București, consfătuirea celor 60 de organizații de femei minoritare, realizând o bună conlucrare cu acestea. Eforturile sale de a detensiona relațiile interetnice în zona Europei Centrale și de Sud-Est au fost apreciate de delegatele la conferințele Micii Înțelegeri Feminine și de către reprezentantele Societății Națiunilor (Discurs ținut la Geneva pe 6 iunie 1927); înființează Gruparea Națională a Femeilor Române în vederea pregătirii femeilor pentru exercitarea drepturilor integrale politice; în viziunea sa, existența unui partid politic independent al femeilor, nu excludea posibilitatea colaborării cu alte partide politice pentru obiective de interes general (Gruparea Națională a Femeilor Române. Statut). Din inițiativa ei a luat ființă la București (1928) Casa Femeii, instituție cu personalitate juridică, aflată sub egida C.N.F.R. Ea va deveni un puternic centru al feminismului interbelic, datorită multiplelor sale activități culturale și de solidaritate socială (conferințe, consultații gratuite juridice și medicale, cantine și adăposturi pentru femei abandonate, victime ale violenței, cursuri de calificare pentru fete etc.).
Alexandrina Cantacuzino a fost printre primele consiliere de femei alese în capitală care între anii 1929-1938 au câștigat un binemeritat prestigiu din partea opiniei publice datorită găsirii unor soluții eficiente în domeniul ocrotirii mamei și copilului, combaterii alcolismului, de ajutorarea a familiilor șomerilor etc.